# الملحفة

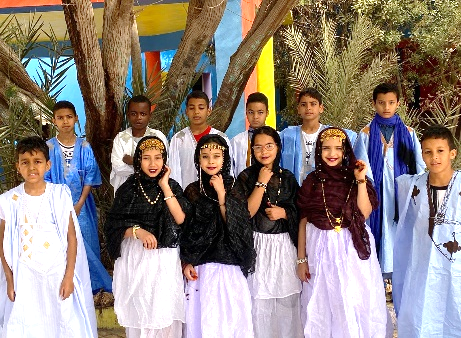
الملحفة وخليها الموريتانية و الدراعة

ومن الأزياء التقليدية المشهورة لدى الشناقطة ، "الملحفة" عند النساء، و"الدراعة" عند الرجال؛ فهما مكون أساسي في الموروث الثقافي والشعبي لدى الموريتانيين، وأحد العناصر التاريخية الأصيلة لهويتهم الشنقيطية.
الأزياء التقليدية مكونا أساسيا في النسيج الحضاري والثقافي لأي مجتمع من المجتمعات؛ فهي العلامة الفارقة التي تميزه وتعكس تاريخه، كما أنها تجسيد لجانب من تقاليده ومعتقداته.
وقد ظل الزي التقليدي الموريتاني المتفرد مميزا لهوية الجمهورية الاسلامية الموريتانية، لأنهم ظلوا متشبثين به لمكانته الخاصة عندهم، ومحافظين عليه رغم الانتشار الواسع لصيحات الموضة العصرية.

## طريقة اللباس
ولعل البساطة هي أكثر ما يميز هذا الزي الموريتاني النسائي فللمرأة الشنقيطية طريقتها الخاصة في ارتداء الملحفة، ذلك أنها تلبسها بصفة التلفُّع حيث تغطي كامل جسدها، فهو عبارة عن قطعة ثوب واحدة، بعقدتين من الأعلى لتأمين دائرتين يطلق عليهما اسم "الخلالين" وفي اللسان: 'يقال خَلَّ ثوبه بخلال يخله خلاًّ، فهو مخلول إذا شَكَّهُ بالخلال. وخل الكساء وغيره يخله خلا: جمع أطرافه بخلال. وبالإضافة إلى كون الملحفة ثوبا تقليديا استطاع مجاراة صيحات الموضة والتكيف معها، فهو متناسب أيضا مع المناخ الصحراوي ومتطلباته، فهو يحمي جسم المرأة من لسعات أشعة الشمس الحارقة.

## أصناف وأنواع الملحفة
فمن هذه الأصناف ما يتم ارتداؤه في الأيام العادية، ومنها ما يحتفظ به للمناسبات الخاصة كحفلات الزفاف والأعياد وغيرها. كما يمكن أن يكون هذا الزي ذا لون واحد، أو مزركشا بألوان عديدة، أو مطرزا وبتصميمات خاصة.
ومن بين أشهر أنواع "الملحفة" الموريتانية "الشَّكَّة"، "كنيبة، "سَاغَامْبُو"، "كاز"، "كونتر"، "شيفون"، "تُوبِيتْ" زد على ذلك ملاحف صَافَانَا ، ملاحف الشَّرْكْ (الشرق) ذات المادة الزرقاء الداكنة المسماة النِّيلة Indigo ، أو الشنظورة المعروفة كثيراً لدى الأوروبيين بـاسم La voile de Guin'e. ويحيل كل واحد منها على صنف الثوب والمادة التي صنع منها، ناهيك عن شكل الرسومات وطبيعة الألوان.
وما يزال الطلب مرتفعا على "الملحفة" بين النساء الموريتانيات، رغم أسعارها الباهظة في بعض الأحيان، إذ يمكن أن يتراوح ثمنها بين 50 درهما من نوع "كاز" مثلا، و20 ألف درهم للحصول على "ملحفة" من الحرير الخالص بجودة رفيعة.
وتبقى "الملحفة" زيا نسائيا لا غنى عنه سواء في المناسبات أو الأفراح؛ انتشر لباسه بالعديد من المناطق بالقارة الإفريقية؛ وقد تأثرت تصاميمه وألوانه بثقافات وأزياء بلدان أخرى، كما عرف بأسماء مختلفة.

## في الثقافة الشعبية

### مشاعر الحب عن المرأة
غير بعيد عن هذا السياق، يعتقد كثيرون بموريتانيا أن انفكاك عقد الملحفة نحو الكتفين في حضرة أحد الرجال دليل على وجود حب حقيقي تكنه المرأة للرجل. فالملحفة هنا تساهم رمزياً في التعبير عن المشاعر المتفقة والحب المصادر اجتماعيا ودينيا وثقافياً. وارتباطاً بموضوع الغيرة، تلجأ النساء الغيورات إلى تمزيق ملاحفهن فوق أجسادهن جرَّاء شعورهن بوجود خيانة مفتعلة من قبل أزواجهن.

### تعبير عن الأنوثة والجمال
كغيرها من النساء، من حيث التميز بخصوصية الزي التقليدي بمختلف جهات موريتانيا، وبغض النظر عن أي انتماء اجتماعي أو اقتصادي؛ تتفرد المرأة الموريتانية بارتدائها بشكل يومي أو في المناسبات، لـ"الملحفة". وهي عبارة عن ثوب بطول أربعة أمتار، وعرضِ متر ونصف تقريبا، مختلف الأنواع والألوان، وبأثمنة متفاوتة حسب الجودة.